# São Julião de Montenegro
São Julião de Montenegro is een plaats (freguesia) in de Portugese gemeente Chaves en telt 293 inwoners (2001).